# Liste der Kulturdenkmäler in Isert
In der Liste der Kulturdenkmäler in Isert sind alle Kulturdenkmäler der rheinland-pfälzischen Ortsgemeinde Isert aufgelistet. Grundlage ist die Denkmalliste des Landes Rheinland-Pfalz (Stand 4. Mai 2023).

## Einzeldenkmäler
| Bezeichnung | Lage               | Baujahr         | Beschreibung                                                            | Bild |
| ----------- | ------------------ | --------------- | ----------------------------------------------------------------------- | ---- |
| Wohnhaus    | Dorfstraße 28 Lage | 18. Jahrhundert | Fachwerkhaus, teilweise massiv und verschiefert, 18. Jahrhundert        | BW   |
| Hofanlage   | Dorfstraße 30 Lage | 1857            | langgestreckte Fachwerk-Einfirstanlage, teilweise massiv, wohl von 1857 | BW   |